# Lewes, Delaware
Lewes [ˈluːɨs] är en stad i Sussex County i Delaware. Orten fick sitt namn efter Lewes i England. Zwaanendael i Nya Nederländerna, den första europeiska kolonin i Delaware, grundades 1631 där Lewes i dag ligger. Det historiska museet i Lewes har uppkallats efter kolonin. Ortens motto är "The First Town in the First State".

## Kända personer från Lewes
- David Hall, politiker
- Joshua Hall, politiker
- Joseph Maull, politiker
- Caleb Rodney, politiker
- Daniel Rodney, politiker